# Numero ottagonale centrato

Rappresentazione dei primi numeri ottagonali centrati (1 escluso).

In teoria dei numeri, un numero ottagonale centrato è un numero poligonale centrato che rappresenta un ottagono con un punto al centro e gli altri punti che lo circondano. La formula per l'{\displaystyle n}-esimo numero ottagonale centrato è:
{\displaystyle (2n-1)^{2}=4n^{2}-4n+1.}
I primi numeri ottagonali centrati sono: 1, 9, 25, 49, 81, 121, 169, 225, 289, 361, 441, 529, 625, 729, 841, 961, 1089, 1225.

## Proprietà matematiche
L'insieme dei numeri ottagonali centrati coincide esattamente con quello dei quadrati dei numeri dispari. Per questo, tutti i numeri ottagonali centrati sono dispari. L'{\displaystyle n}-esimo numero ottagonale centrato può essere visto come la somma di otto volte l'{\displaystyle (n-1)}-esimo numero triangolare e di un punto centrale. Conoscendo l'{\displaystyle n}-esimo numero ottagonale centrato, si può ricavare il successivo aggiungendo {\displaystyle 8n.}
La successione dei numeri ottagonali centrati, espressa modulo 10, è pari a 1, 9, 5, 9, 1, 1, 9, 5, 9, 1, ... Ciò significa che le cifre finali di un numero ottagonale centrato seguono lo schema 1-9-5-9-1. La funzione tau di Ramanujan ha sempre valori pari per i numeri ottagonali centrati, mentre ha un valore dispari per qualunque numero che non sia ottagonale centrato. Se esiste almeno un numero lievemente abbondante, questo dev'essere un numero ottagonale centrato.
Frederick Pollock congetturò che ogni numero può essere espresso come la somma di al più 10 quadrati dispari, ossia 10 numeri ottagonali centrati, e Adrien-Marie Legendre dimostrò che ogni numero esprimibile come {\displaystyle 8n+3} è la somma di al più tre numeri ottagonali centrati.